# Atropina
La atropina es un fármaco antagonista muscarínico (anticolinérgico) extraído de la belladona (Atropa belladonna) y de otras plantas de la familia Solanaceae. Es un alcaloide, producto del metabolismo secundario de estas plantas, y como medicamento tiene una amplia variedad de efectos. Es un antagonista competitivo del receptor muscarínico de acetilcolina, que incluye en su estructura química grupos entéricos y básicos en la misma proporción que la acetilcolina pero, en lugar de tener un grupo acetilo, posee un grupo aromático voluminoso. Suprime los efectos del sistema nervioso parasimpático (es decir, es un parasimpaticolítico), ya que los receptores muscarínicos se encuentran en los tejidos efectores parasimpáticos. Por eso, su administración afecta el corazón, los ojos, el tubo digestivo y en otros órganos.

## Historia y etimología
En la India, conocían en la antigüedad los preparados de la belladona, y los médicos de esa cultura la utilizaron durante muchos siglos. Durante los tiempos del Imperio Romano y en la Edad Media, el arbusto se utilizó a menudo para producir envenenamiento de lenta evolución y origen indescifrable. Esto hizo que Carlos Linneo denominara a esta planta Atropa belladonna, en referencia a Átropos, la más antigua de las tres Parcas, cortadora del hilo de la vida. El nombre belladonna deriva del uso supuesto de este preparado por las mujeres italianas para dilatarse las pupilas.[cita requerida]

## Farmacología
Se administra la atropina en forma de mezcla racémica compuesta de dos enantiómeros, la d- y la l-hiosciamina. La forma l tiene mayor actividad que la d, que apenas tiene efecto antimuscarínico.

### Mecanismo de acción
La atropina y los compuestos relacionados compiten con la acetilcolina y con otros agonistas muscarínicos por un sitio común de fijación sobre el receptor muscarínico, pero no activan el receptor. Un ácido aspártico de la tercera sección transmembrana de los cinco subtipos de receptor forma un enlace iónico con el nitrógeno terciario o cuaternario de los antagonistas. Como el antagonismo producido por la atropina es competitivo, se puede superar si se incrementa en cantidad suficiente la concentración de acetilcolina a nivel de los receptores.[cita requerida]

### Farmacocinética
La atropina se puede administrar por vías oral, IV, inyección subcutánea, IM, intraósea, y endotraqueal. Se absorbe fácilmente en el tubo digestivo, y se distribuye por el torrente sanguíneo. Cruza la barrera hematoencefálica y la placenta. Tiene una vida media de unas 2-3 horas y se elimina principalmente en la orina.

## Indicaciones
La atropina se usa para inhibir la estimulación muscarínica, que puede incrementarse por ciertas condiciones o fármacos.[cita requerida]

### Efectos oftalmológicos
La administración tópica o sistémica de la atropina puede bloquear la activación de los receptores muscarínicos en los músculos ciliares y en el iris, relajando estos músculos. Por esos efectos, se emplea en forma de colirio como agente midriático (es decir, para dilatar la pupila) y para inducir cicloplegia en exploraciones y procedimientos oftalmológicos. Persiste más de 72 horas en el ojo y causa fotofobia y visión borrosa que pueden durar hasta unos 7-14 días tras su administración. Se administra a veces en el ojo no afectado de pacientes con ambliopía, para reducir la agudeza visual en este ojo sano. Así, el ojo afectado tiene que trabajar más y se va a fortalecer, resolviendo el problema. No se debe usar en pacientes con glaucoma de ángulo estrecho.

### Efectos cardíacos
La estimulación vagal del corazón es mediada por receptores muscarínicos del tipo M2, así que la atropina la puede inhibir y reducir su acción parasimpática. La atropina acelera el ritmo cardíaco y aumenta la velocidad de conducción por el nódulo auriculoventricular, efectos útiles en el tratamiento de ciertas afecciones cardíacas. Se emplea en casos de bradicardia y bloqueo auriculoventricular de tipo I. Sin embargo, se debe usar con cuidado en pacientes con infartos agudos de miocardio, porque la taquicardia inducida por el fármaco puede incrementar la demanda de oxígeno del corazón. A dosis bajas, la atropina tiene un efecto bradicardizante paradójico debido al bloqueo de receptores muscarínicos inhibidores. Se solía utilizar para el manejo de las asistolias, pero las pautas de la guía ACLS publicada en 2010 no lo recomiendan por falta de beneficio terapéutico evidente en estos casos.

### Efectos gastrointestinales
Disminuye la motilidad y la secreción gastrointestinales y la producción de saliva. Por eso se usa a veces en el tratamiento de las úlceras pépticas, el síndrome del intestino irritable y la diarrea.

### Efectos urológicos
La atropina relaja el músculo detrusor de la vejiga urinaria, causando retención urinaria. Por lo tanto, se puede emplear en casos de incontinencia urinaria provocada por la hiperactividad vesical, pero sus efectos adversos hacen su uso infrecuente. También induce la relajación de la musculatura de los uréteres y la pelvis renal, así que se usa para tratar condiciones espasmáticas del tracto urinario y para dilatar la vía urinaria en ciertas pruebas urológicas.

### Efectos respiratorios
La atropina provoca la relajación de la musculatura lisa en las vías aéreas por la inhibición de receptores muscarínicos, pero se debe tener en cuenta que no ejerce un efecto broncodilatador, pues es un antagonista y por lo tanto no tiene acción farmacológica, sólo relaja el músculo liso bronquial, evitando la broncoconstricción. Sin embargo está contraindicada en trastornos respiratorios tales como el asma y la EPOC, ya que, al disminuir el volumen de las secreciones mucosas, complica aún más el cuadro sindromático. También reduce la cantidad de secreciones en el aparato respiratorio, y se puede usar para disminuir la secreción excesiva mediada por la anestesia general durante procedimientos quirúrgicos.

### Tratamiento de envenenamiento por organofosforados
Es amplio su uso como antídoto en caso de intoxicaciones por organofosforados, ya que relaja la musculatura lisa y así evita la muerte por asfixia que producen estas sustancias. Los organofosforados se encuentran en insecticidas y en agentes nerviosos y poseen inhibidores de la acetilcolinesterasa, así que perpetúan el efecto de la acetilcolina e inducen un efecto antagónico a la atropina.[cita requerida]
También se usa en viales autoinyectables, a veces combinada con pralidoxima como método de defensa ante armas químicas (principalmente de tipo nervioso), y ha formado parte del equipamiento de los militares estadounidenses en la guerra de Irak, para evitar o reducir las bajas en caso de ataque con armas de destrucción masiva.[cita requerida]

## Efectos secundarios y sobredosis
Sus efectos secundarios incluyen sequedad de la boca, hipohidrosis, midriasis, retención urinaria, taquicardia y estreñimiento. La producción reducida de sudor puede generar hipertermia. En casos severos, el fármaco puede provocar síntomas neurológicos, coma o muerte. Se usa la fisostigmina como antídoto en casos de sobredosis iatrogénica o envenenamiento por plantas como Datura stramonium y Atropa belladonna, que contienen atropina.